# 西尾忠需
西尾 忠需（にしお ただみつ）は、遠江横須賀藩の第3代藩主。横須賀藩西尾家6代。

## 生涯
正徳6年（1716年）、讃岐丸亀藩主京極高或の次男として生まれる。横須賀藩主西尾忠尚の正室の甥に当たることから、享保14年（1729年）5月25日に養子として迎えられた。享保16年（1731年）2月28日、将軍徳川吉宗に御目見する。同年12月23日、従五位下・主水正に叙任する。
宝暦10年（1760年）4月26日、忠尚が死去したため家督を継いだ。明和2年（1765年）10月28日に奏者番に任じられた。安永4年（1775年）閏12月11日、従四位下に叙任される。天明2年（1782年）9月29日に家督を次男の忠移に譲って隠居した。
寛政元年（1789年）6月30日、江戸築地にて死去した。享年74。

## 系譜
父母
- 京極高或（実父）
- 登満子 ー 側室（実母）
- 西尾忠尚（養父）

子女
- 西尾忠雅（長男）
- 西尾忠移（次男）